# Falsjön
Falsjön är en våtmark med mindre vattenspeglar i Södertälje kommun i Södermanland och ingår i Norrströms huvudavrinningsområde.